# وارینگتون
وارینگتون (به انگلیسی: Warrington) شهری در منطقهٔ چشر کشور انگلستان است که این کشور خود بخشی از بریتانیا محسوب می‌شود. این شهر در سال ۱۹۹۱ میلادی ۸۲٫۸۱۲ نفر جمعیت داشته و در سرشماری سال ۲۰۰۱ جمعیت آن به ۸۰٫۶۶۱ نفر رسیده‌است. میزان رشد سالانهٔ جمعیت وارینگتون ‎-۰٫۱۴ درصد می‌باشد و جمعیت این شهر در سال ۲۰۱۲ به ۷۹٫۴۳۰ نفر تغییر یافت.